# Pycnomerus arizonicus
Pycnomerus arizonicus is een keversoort uit de familie somberkevers (Zopheridae). De wetenschappelijke naam van de soort werd in 1989 gepubliceerd door Stephan.